# Władysław Bartoszewski
Pour les articles homonymes, voir Bartoszewski.
Władysław Bartoszewski (), né le 19 février 1922 à Varsovie et mort le 24 avril 2015 dans la même ville, est un historien et homme politique polonais. Il est résistant pendant la Seconde Guerre mondiale, « Juste parmi les nations », sénateur et ministre des Affaires étrangères en 1995 et de 2000 à 2001.

## Biographie
Le 19 septembre 1940, il est arrêté par les nazis et envoyé à Auschwitz-Birkenau (prisonnier numéro 4427), dont il est libéré le 8 avril 1941 grâce à l'action de la Croix-Rouge polonaise. En août 1942, commence son activité dans la résistance polonaise (Armia Krajowa). À partir de septembre 1942, il s'engage dans la Commission d'aide aux juifs - Żegota. Dans ce cadre il organise l'aide aux insurgés du ghetto de Varsovie en avril 1943.
À partir du 1er août 1944, il prend part à l'insurrection de Varsovie. Il quitte Varsovie en octobre suivant pour Cracovie.
Après la guerre, il est membre du Parti paysan polonais (PSL), la seule organisation politique d'opposition aux communistes. Le 15 novembre 1946, il est arrêté par les communistes pour « espionnage » et emprisonné dans une prison du ministère de la sûreté intérieure. Condamné à huit ans de détention, il est libéré dès 1954 à cause de son état de santé. À partir de 1955, il se consacre au journalisme. En 1966, il reçoit le titre de « Juste parmi les nations » attribué par l'institut Yad Vashem pour son action pendant l'occupation allemande.
En 1969, il est élu au PEN Club polonais, dont il est secrétaire général en 1972 et 1983. Entre 1973 et 1985, il enseigne l'histoire contemporaine à l'université catholique de Lublin.
Il prend activement part à l'opposition démocratique en Pologne. En 1976, il est l'un des signataires de la lettre des intellectuels contre les amendements de la Constitution polonaise (notamment l'inscription de l'amitié polono-soviétique et du rôle dirigeant du POUP). À partir de 1978, il est l'un des fondateurs de la Société des cours scientifiques (TKK), une université alternative clandestine où il enseigne également. En août 1980, il soutient publiquement le syndicat Solidarność puis y adhère ; il est interné en décembre 1981 par le gouvernement du général Jaruzelski.
Après le changement de régime, il devient ambassadeur de la Pologne en Autriche (1990-1995), puis est ministre des Affaires étrangères de mars à décembre 1995, dans le gouvernement Oleksy. Il est ensuite sénateur de 1997 à 2001 et de nouveau ministre des Affaires étrangères de juin 2000 à octobre 2001, dans le gouvernement Buzek. Germanophone, il participe à la dynamisation du Triangle de Weimar.
Il est également chargé à partir de 1990 de la présidence du Conseil international du musée d'Auschwitz qui assiste la direction de celui-ci dans ses choix et décisions concernant les expositions, publications et relations avec l’extérieur.
Il est membre de l'Académie européenne des sciences et des arts.
Le 30 avril 2009, lors d'un déplacement en Pologne, François Fillon, Premier ministre français, lui remet les insignes de commandeur de la Légion d'honneur.

## Distinctions
- Ordre de la Croix de Terra Mariana de première classe
- Commandeur de la Légion d'honneur

## Publications

### En français
- Zegota, Juifs et polonais dans la résistance 1939-1944, Critérion, Paris, 1992.

### En anglais
- Warsaw Death Ring: 1939–1944, Interpres, 1968.
- Righteous Among Nations: How Poles Helped the Jews 1939–1945, ed. with Zofia Lewin, Earlscourt Pub, UK, 1969.
- The Samaritans: Heroes of the Holocaust, ed. with Zofia Lewin, Twayne Publishers, New York, 1970.
- The Warsaw Ghetto: A Christian's Testimony, Beacon Press, 1988.
- The Jews in Warsaw: A History, ed. with Antony Polonsky, Blackwell Publishing, 1991.

### En allemand
- Die polnische Untergrundpresse in den Jahren 1939 bis 1945, Druckerei und Verlagsanstalt, Konstanz, 1967.
- Das Warschauer Ghetto wie es wirklich war. Zeugenbericht eines Christen, 1983.
- Herbst der Hoffnungen: Es lohnt sich, anständig zu sein, Herder, 1983.
- Aus der Geschichte lernen? Aufsätze und Reden zur Kriegs- und Nachkriegsgeschichte Polens (préface: Stanisław Lem, Deutscher Taschenbuch Verlag, Munich, 1986.
- Uns eint vergossenes Blut. Juden und Polen in der Zeit der Endlösung, 1987.
- Polen und Juden in der Zeit der "Endlösung", Informationszentrum im Dienste der christlich-jüdischen Verständigung, Wien, 1990.
- Kein Frieden ohne Freiheit. Betrachtungen eines Zeitzeugen am Ende des Jahrhunderts, 2000.
- Und reiß uns den Hass aus der Seele, Deutsch-Polnischer Verlag, 2005.

### En polonais
- Konspiracyjne Varsaviana poetyckie 1939–1944: zarys informacyjny, Warszawa, 1962.
- Organizacja małego sabotażu "Wawer" w Warszawie (1940–1944), 1966.
- Ten jest z Ojczyzny mojej. Polacy z pomocą Żydom 1939–1945 (oprac. wspólnie z Zofią Lewinówną; Znak 1967, 1969)
- Warszawski pierścień śmierci 1939–1944 (1967, 1970; ponadto wydania w języku angielskim 1968 i niemieckim 1970)
- Kronika wydarzeń w Warszawie 1939–1949 (oprac.; wespół z Bogdanem Brzezińskim i Leszkiem Moczulskim; Państwowe Wydawnictwo Naukowe 1970)
- Ludność cywilna w Powstaniu Warszawskim. Prasa, druki ulotne i inne publikacje powstańcze t. I-III (oprac.; praca zbiorowa; Państwowy Instytut Wydawniczy 1974)
- 1859 dni Warszawy (introduction by Aleksander Gieysztor; bibliography of W. Bartoszewski by Zofia Steczowicz-Sajderowa; index by Zofia Bartoszewska; Znak 1974; 2nd edition expanded: 1984,  (ISBN 83-7006-152-4))
- Polskie Państwo Podziemne (inauguracyjny wykład TKN wygłoszony w Warszawie 2 XI 1979; II obieg; Niezależna Oficyna Wydawnicza NOWa 1979, 1980; OW "Solidarność" MKZ, Wrocław 1981; Komitet Wyzwolenia Społecznego 1981; Agencja Informacyjna Solidarności Walczącej, Lublin 1985)
- Los Żydów Warszawy 1939–1943. W czterdziestą rocznicę powstania w getcie warszawskim (Puls, Londyn 1983; Bez Cięć 1985 [II obieg]; Międzyzakładowa Struktura "Solidarności" 1985 [II obieg]; wydanie 2 poprawione i rozszerzone: Puls 1988,  (ISBN 0-907587-38-0); Fakt, Łódź 1989 [II obieg])
- Jesień nadziei: warto być przyzwoitym (II obieg; tł. z wydania zach.-niem.; posłowie Reinholda Lehmanna; [Lublin]: Spotkania 1984, 1986)
- Dni walczącej stolicy. Kronika Powstania Warszawskiego (Aneks, Londyn 1984; Krąg, Warszawa 1984 [II obieg]; Alfa 1989,  (ISBN 83-7001-283-3); Świat Książki 2004,  (ISBN 83-7391-679-2))
- Metody i praktyki Bezpieki w pierwszym dziesięcioleciu PRL (pod pseud. Jan Kowalski; II obieg; Grupy Polityczne "Wola", Ogólnopolski Komitet Oporu Robotników "Solidarność" 1985; Biuletyn Łódzki 1985; Apel 1986; Rota 1986)
- Syndykat zbrodni (pod pseudonimem "ZZZ"; 1986)
- Na drodze do niepodległości (Editions Spotkania, Paryż 1987, (OCLC 21299072))
- Warto być przyzwoitym. szkic do pamiętnika (II obieg; CDN 1988)
- Warto być przyzwoitym. Teksty osobiste i nieosobiste (Polskie tłumaczenie książki pt.: Herbst der Hoffnungen: es lohnt sich, anständig zu sein; Wydawnictwo Polskiej Prowincji Dominikanów W drodze 1990,  (ISBN 83-7033-104-1); wydanie 2 zmienione: 2005,  (ISBN 83-7033-545-4))
- Ponad podziałami. Wybrane przemówienia i wywiady – lipiec-grudzień 2000 (Ministerstwo Spraw Zagranicznych 2001,  (ISBN 83-907665-7-4))
- Wspólna europejska odpowiedzialność. Wybrane przemówienia i wywiady, styczeń-lipiec 2001 (Ministerstwo Spraw Zagranicznych 2001,  (ISBN 83-915698-1-0))
- Moja Jerozolima, mój Izrael. Władysław Bartoszewski w rozmowie z Joanną Szwedowską (posłowie: Andrzej Paczkowski; Rosner i Wspólnicy 2005,  (ISBN 83-89217-66-X))
- Władysław Bartoszewski: wywiad-rzeka (rozmowy z Michałem Komarem; Świat Książki 2006,  (ISBN 83-247-0441-8))
- Dziennik z internowania. Jaworze 15 December 1981 – 19 April 1982 (Świat Książki 2006)
- Pisma wybrane 1942–1957, Tom I (Universitas 2007,  (ISBN 978-83-242-0698-8))

## Notes et références

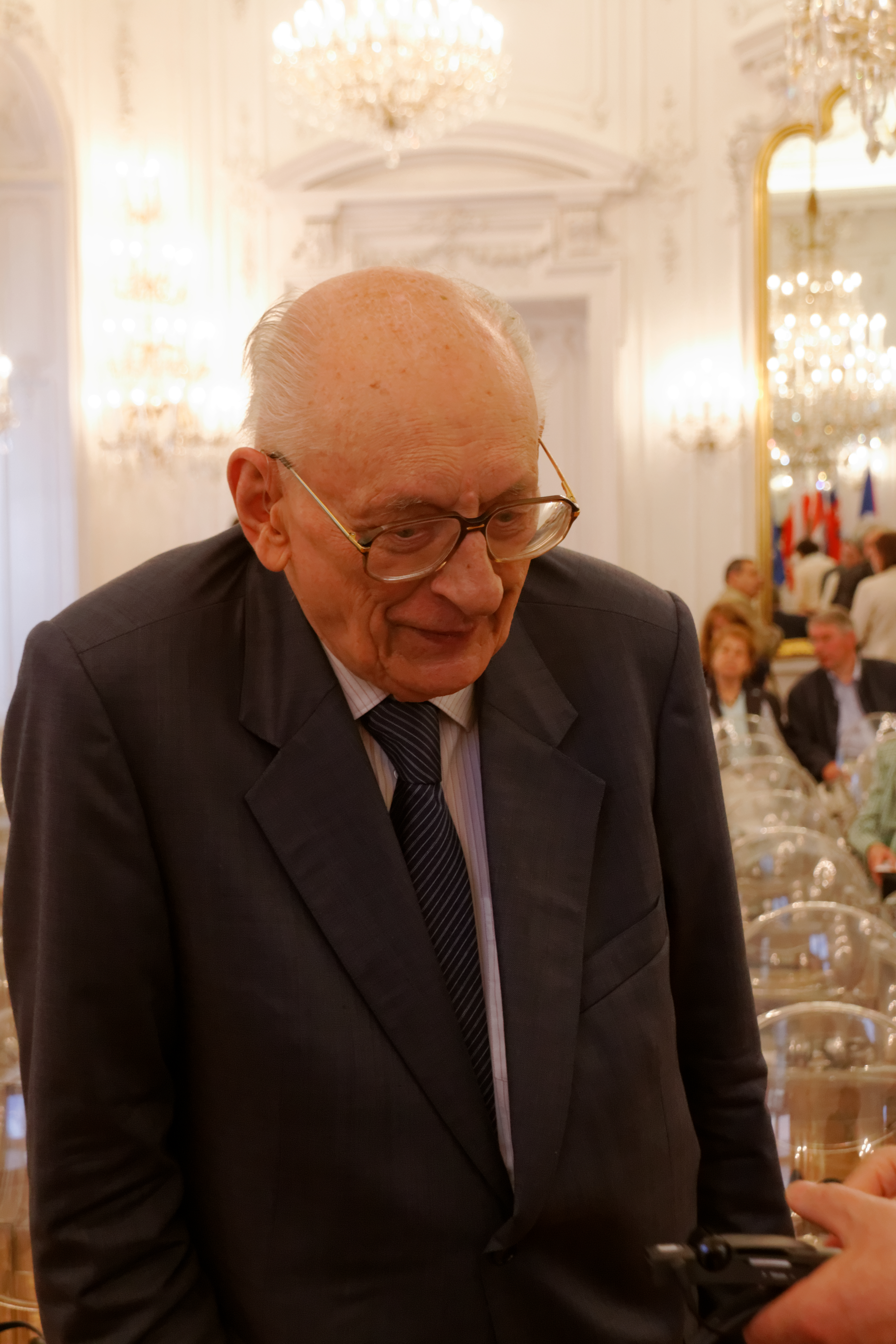
Bartoszewski à Budapest en 2013.